# Transalpina (DN67C)
La Transalpina o DN67C és una carretera nacional de 148 km que es troba a la serralada del Parâng, als Carpats de Romania. És una de les carreteres més altes dels Carpats. Connecta Novaci, sud del Parâng amb Sebeș al nord. És la carretera més alta de Romania, amb el punt més alt a Urdele Passi (a 2145 m). La Transalpina travessa quatre províncies - Gorj, Vâlcea, Sibiu, Alba - de sud a nord. L'altitud més alta és al comtat de Vâlcea, en un tram d'aproximadament 20 km, passant una distància curta dels cims de Dengheru (2084 m), Păpușun (2136 m), Urdele (2228 m), Lezer (2157 m) i Muntinu (2062 m).
Transalpina és el nom llatí que es va utilitzar en els textos de Țara Românească i que vol dir "el país més enllà de les muntanyes".
Per ser una carretera de muntanya d'altitud alta es tanca durant l'hivern i resta oberta des de mig maig a mig octubre (depenent en el temps) i només durant el dia (08:00-20:00).

## Història
L'inici de la construcció d'aquesta carretera no és clar. Algunes fonts reclamen que va ser construïda primer les legions romanes durant les guerres amb el Dacis i la llisten en els mapes d'història com el "IV passadís estratègic Romà". Una llegenda local diu que al final del segle xviii, començant de segle xix, cada família participava en la construcció d'una part d'aquesta carretera, depenent en possibilitats físiques i financeres. Segons altres fonts la carretera va ser reconstruïda i pavimentada pels alemanys durant la Primera Guerra Mundial, per raons militars, tot i que es va utilitzar molt poc. El què és segur és que aquesta ruta, coneguda com a Poteca Dracului (el camí del diable), era al principi un camí de muntanya que van utilitzar els pastors del Mărginimea Sibiului per travessar les muntanyes amb ramats d'ovelles a Țara Românească (Valàquia). A la seva obra Istoria Olteniei supt austriaci (1718-1739), Constantin C. Giurescu explica que tan aviat com el 1731 les autoritats austríaques van proposar la construcció d'una carretera a través dels carpats per fer la ruta de la ruta de transhumància vella que enllaça Transsilvània amb Oltènia.
El què és segur és que a partir de les lliçons de la Primera Guerra Mundial, el rei Carol II de Romania va voler que les Forces de Terra Romaneses tinguessin una carretera estratègica per artilleria de muntanya, que pogués ser travessada per les tropes que es movien entre Transsilvània i Valàquia. Per tal d'establir una ruta per la carretera, el Primer ministre Gheorghe Tătărăscu va anar en la muntanya de Novaci a Lotru, acompanyat per 20 cavallers de Novaci i dirigit pel mestre Ion D. Giurgiulan. Després d'això, Gheorghe Tătărăscu va inaugurar les feines de construcció de la carretera a la plana de Novaci.
Les feines de restauració van tenir lloc entre 1934-1939. El rei Carol II va assistir a la inauguració de la carretera al 1939, acompanyat pel futur rei Miquel I, així com també pel primer ministre Gheorghe Tătărăscu i la seva muller Arethia. Van viatjar la ruta sencera en un tot terreny. Després que inauguració, la carretera va passar a ser coneguda tan Drumul Regi (Carretera Reial) o Drumul Regelui (la carretera del reil), el qual va substituir el nom popular de Poteca Dracului (el camí del diable). La carretera va ser rehabilitada un cop més durant la Segona Guerra Mundial, mentre els alemanys tenien necessitat d'accedir a la carretera per raons militars. Després d'aquests fets, durant més de setanta anys, la carretera va rebre poc o cap manteniment.
Les darreres feines de millora van començar al 2008-2009 per tal de transformar aquesta carretera espectacular de 148 km pel preu alt de 385 milions d'euros. La feina va ser donada a Romstrade. No hi havia cap justificació econòmica o de trànsit per gastar una quantitat tan gran (2,6 milions per km) atèse que la carretera és d'ús limitat (el màxim de 6 mesos) a causa de temps d'altitud alta i ja hi havia una altra carretera nacional que la travessés (DN7C) i que podia utilitzar-se durant 12 mesos l'any. La DN7C és a una altitud més baixa i va necessitar només el 10% de la quantitat gastada en Transalpina per ser restaurada. Hi ha també evidències de corrupció amb implicats destacats com el Primer ministre Ludovic Orban, llavors Ministre de Transport (2007-2008), i Varujan Vosganian, entre molts altres. Actualment la carretera està en obres, amb 80% de la feina feta i el 99% de la carretera té el primer asfalt.
Transalpina, majoritàriament utilitzada per turistes, té velocitat màxima de 30 km/h i pes màxim de 7,5 tones. Cal un mínim de 3 hores per anar d'una punta a l'altra.

## Galeria

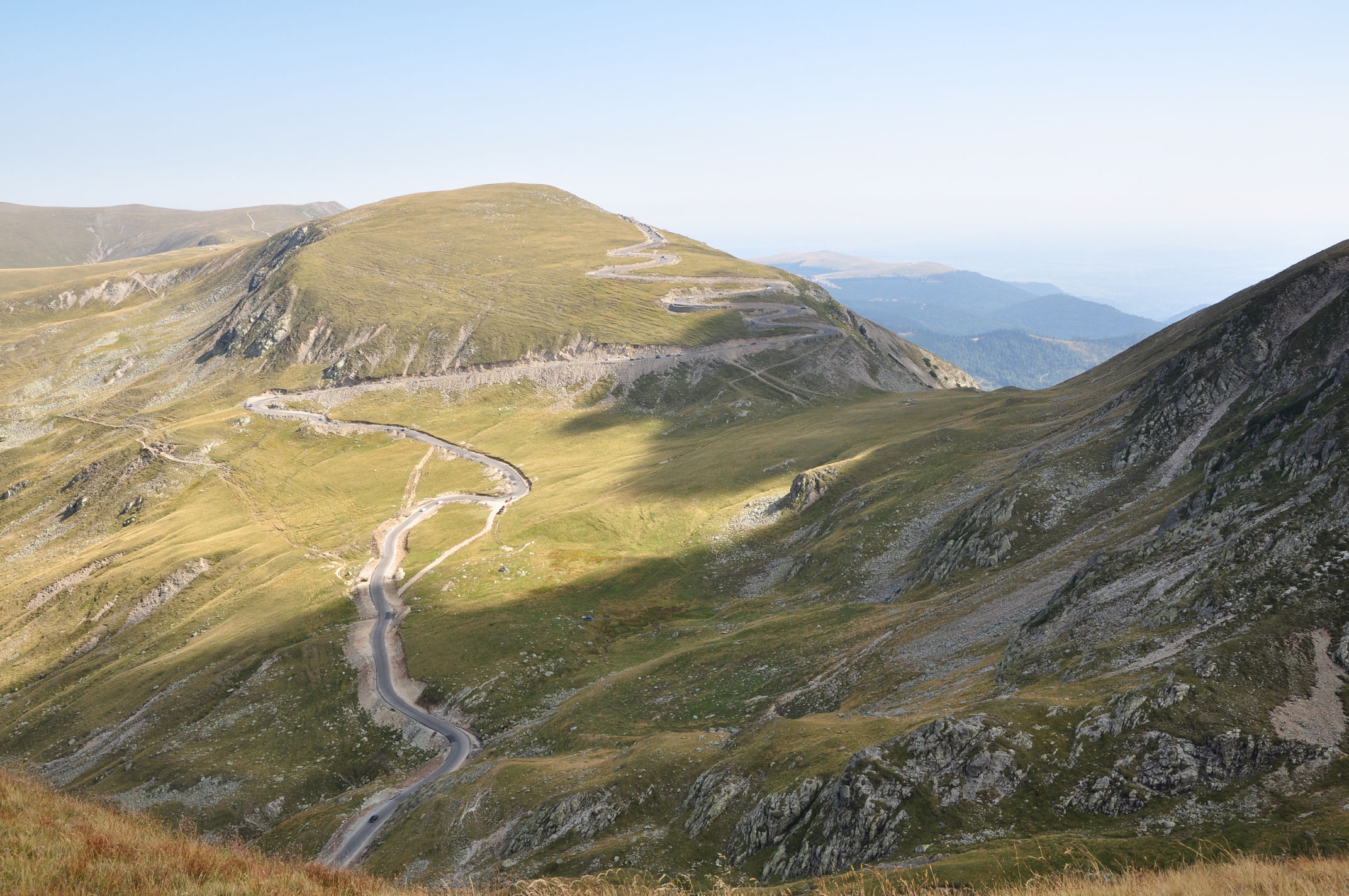
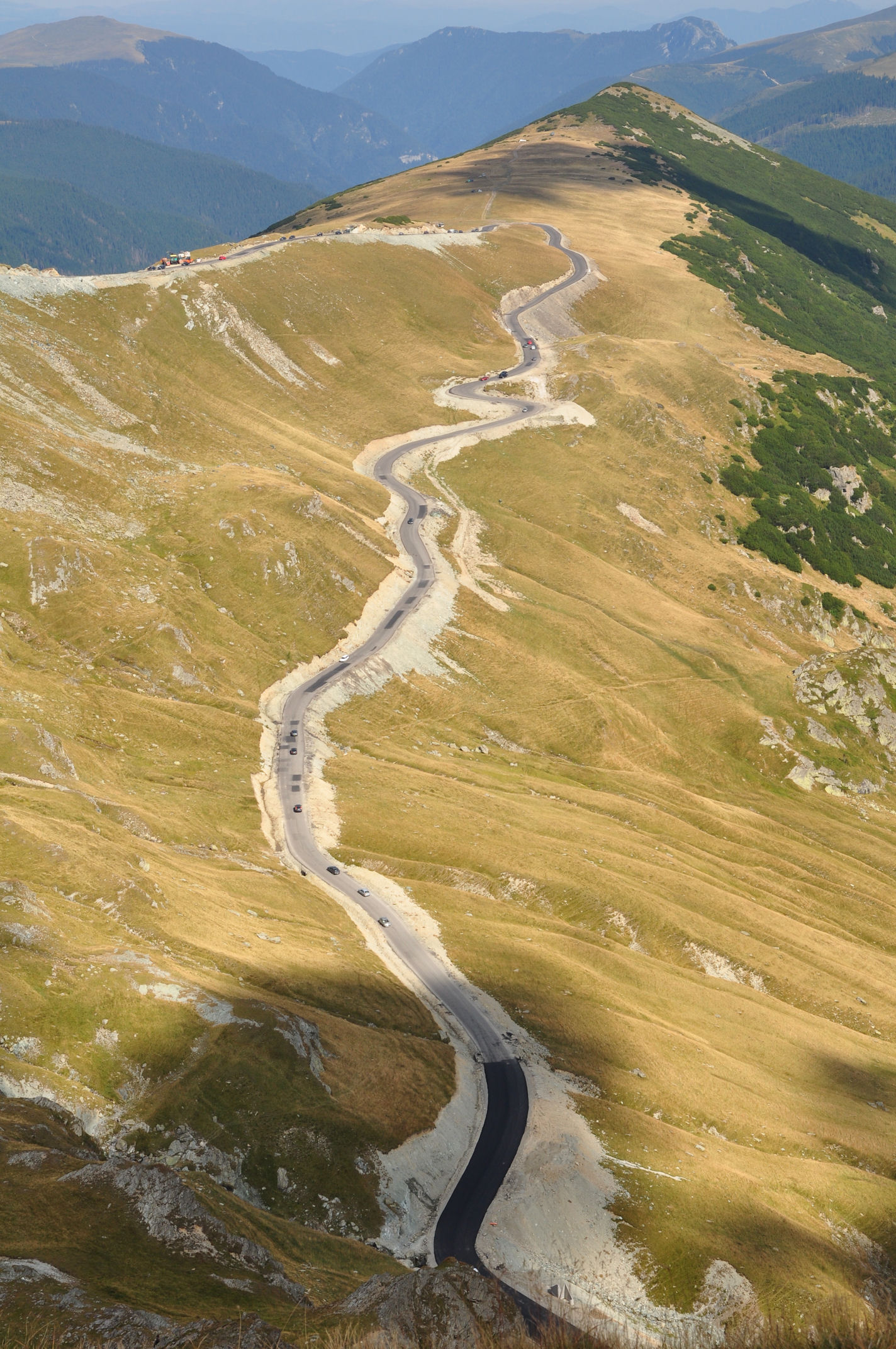
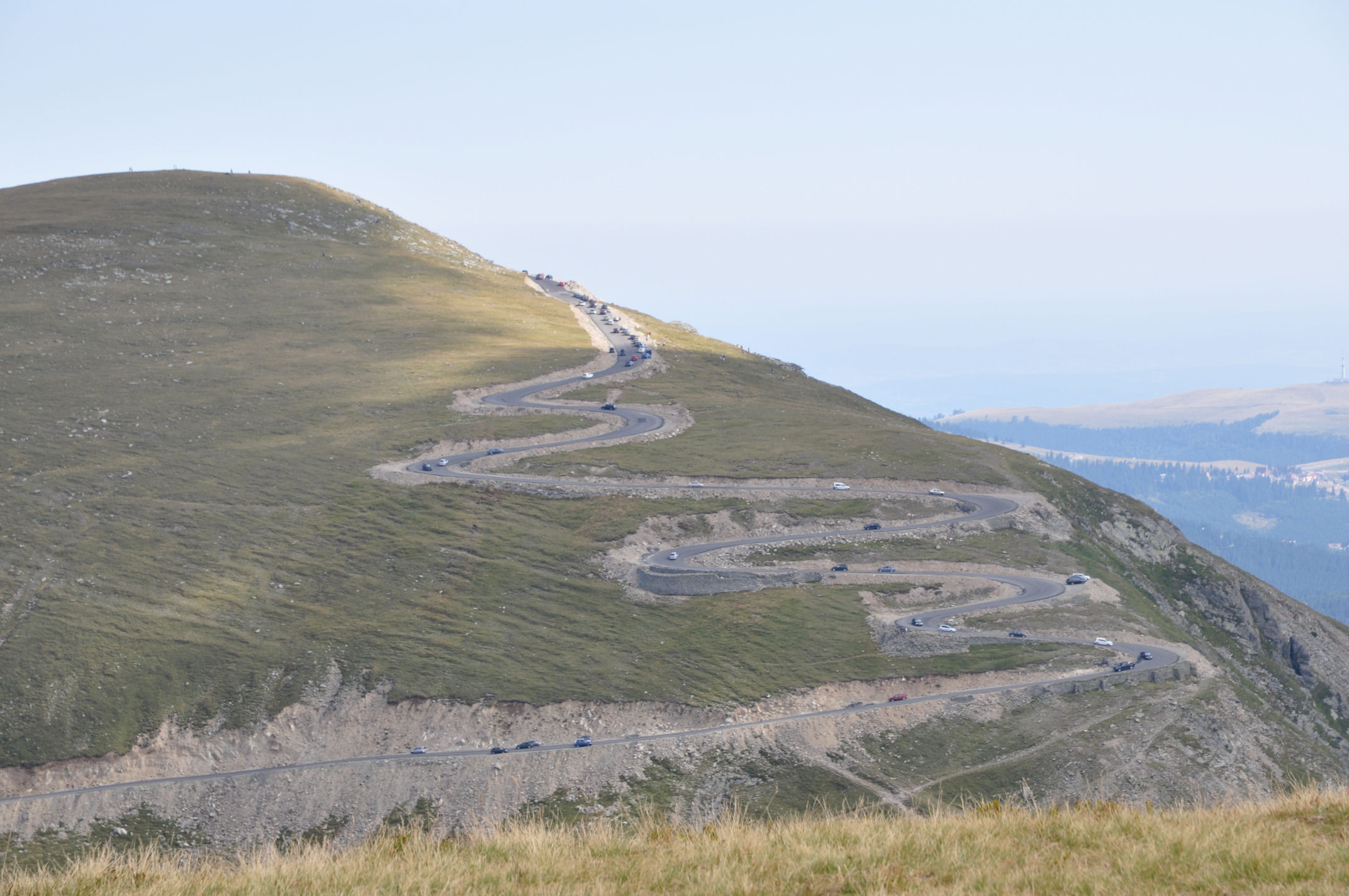
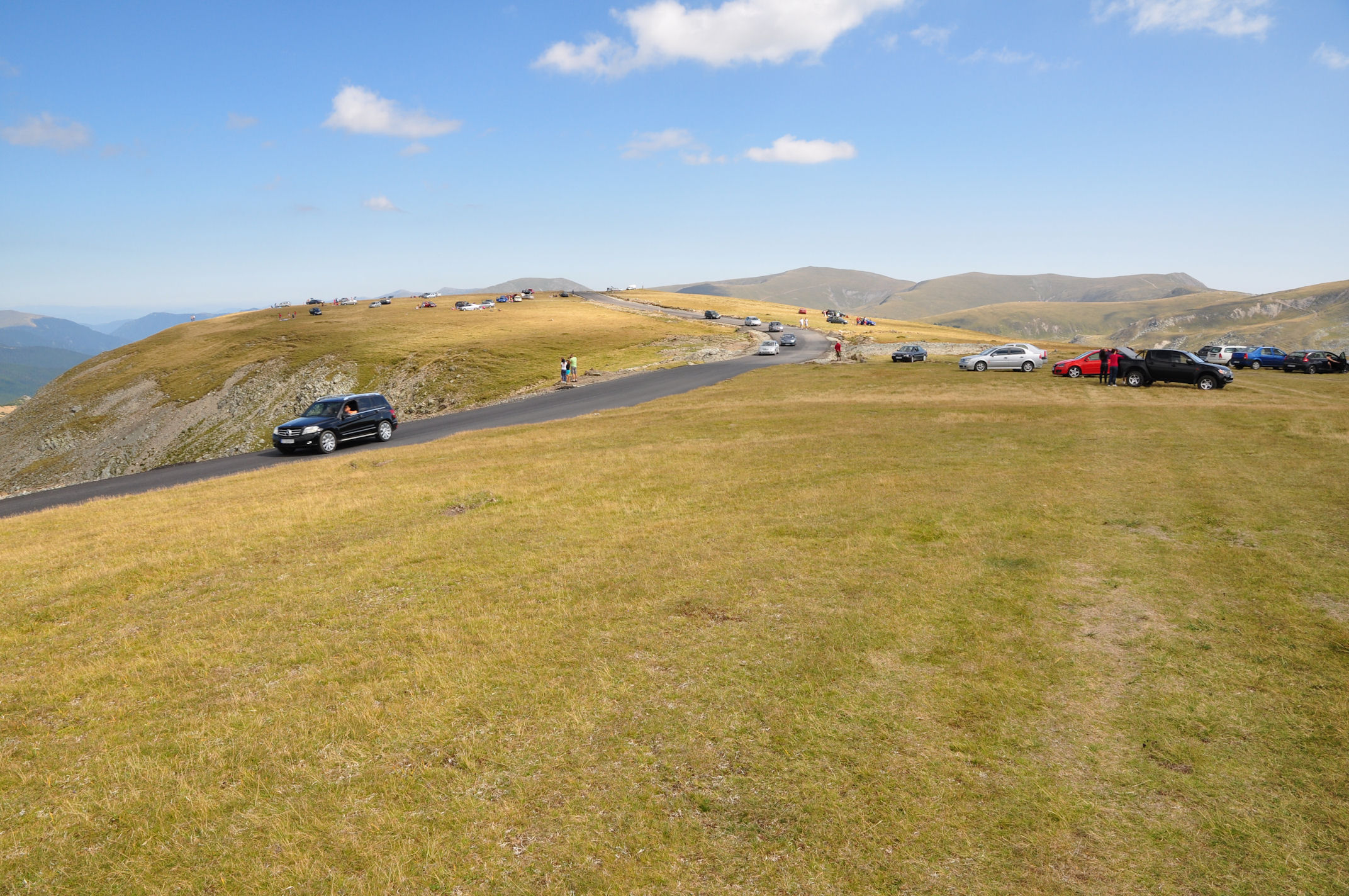
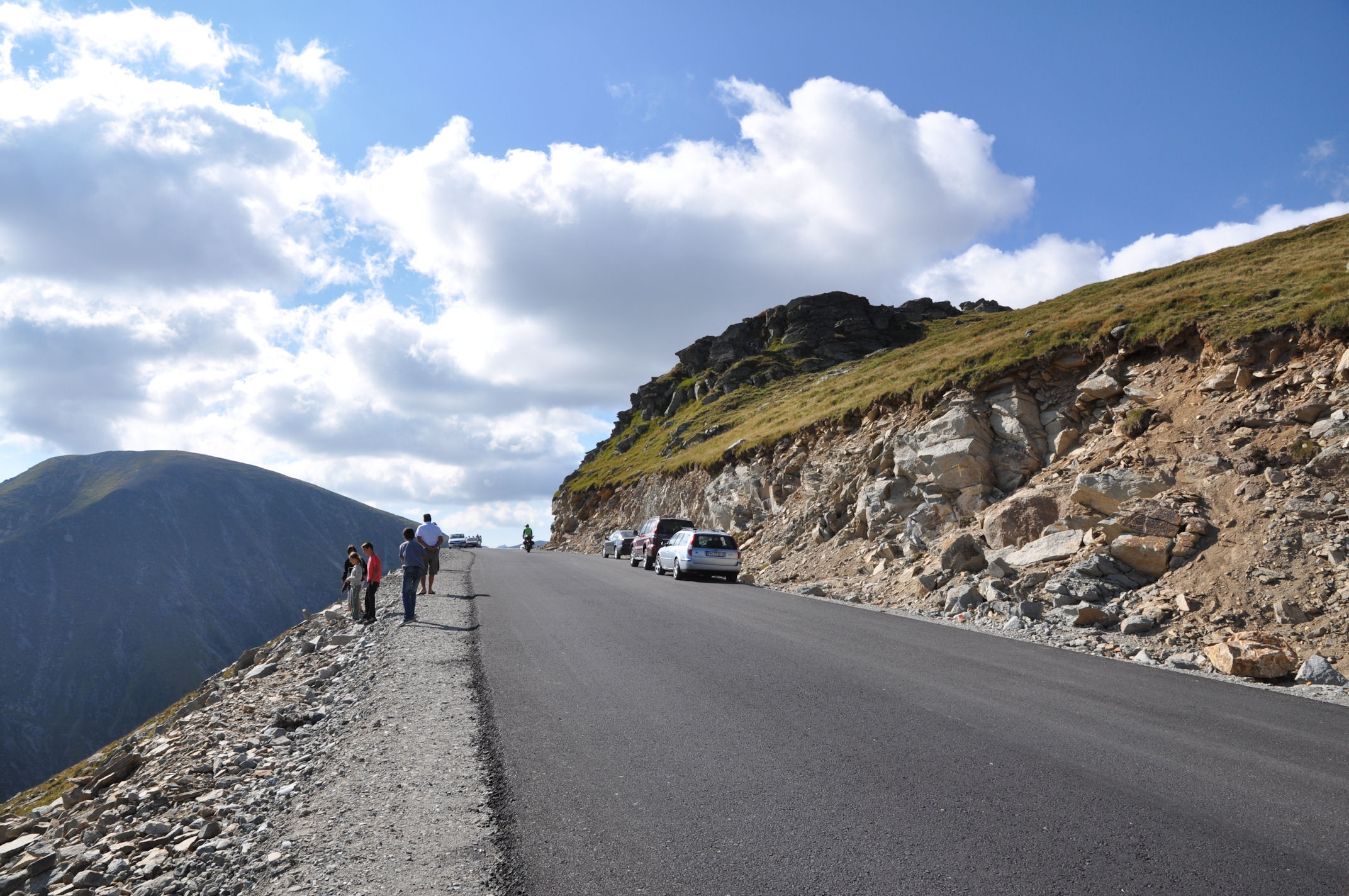
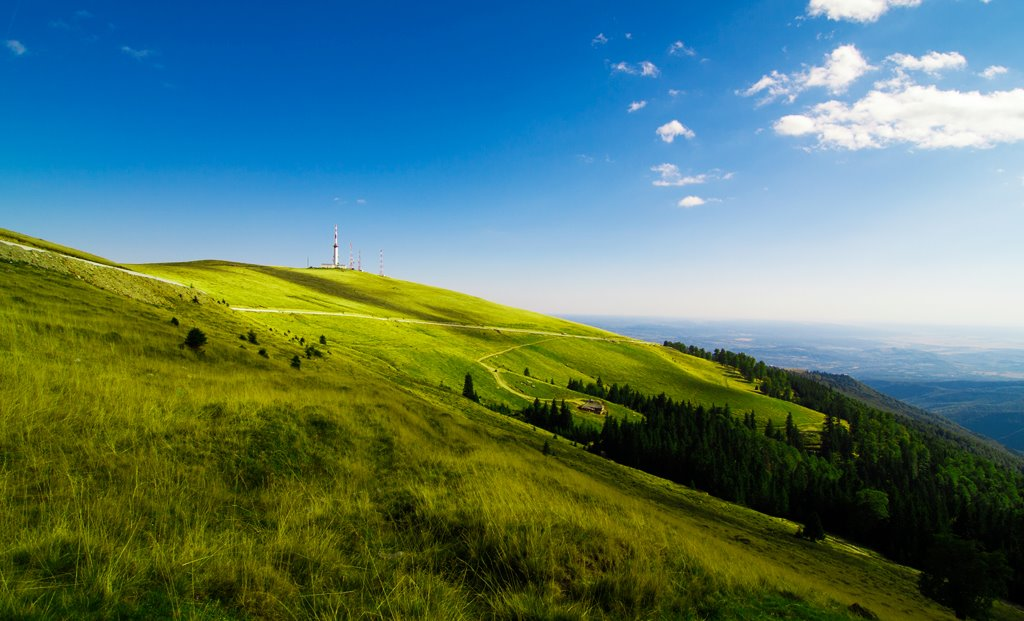
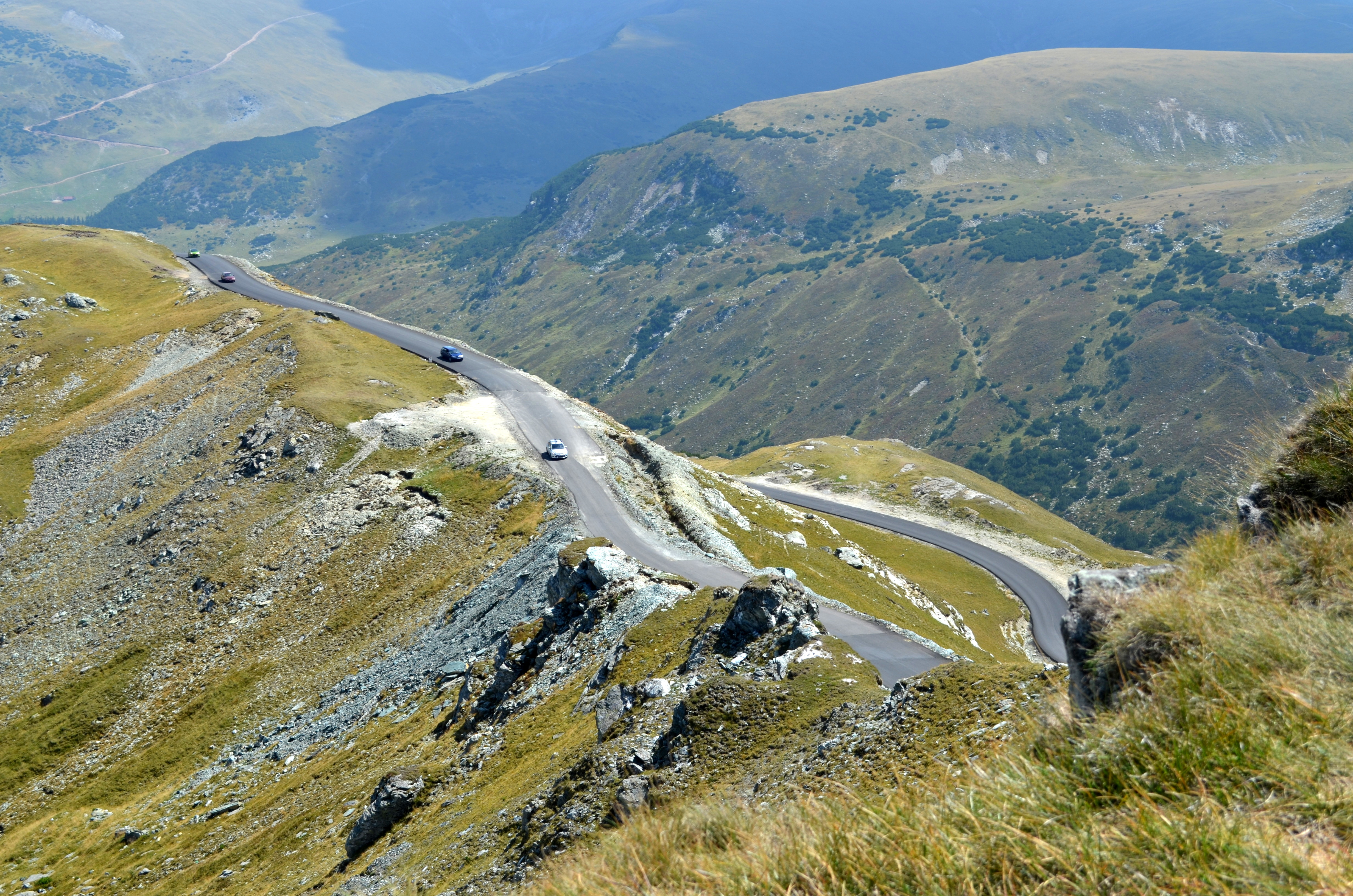
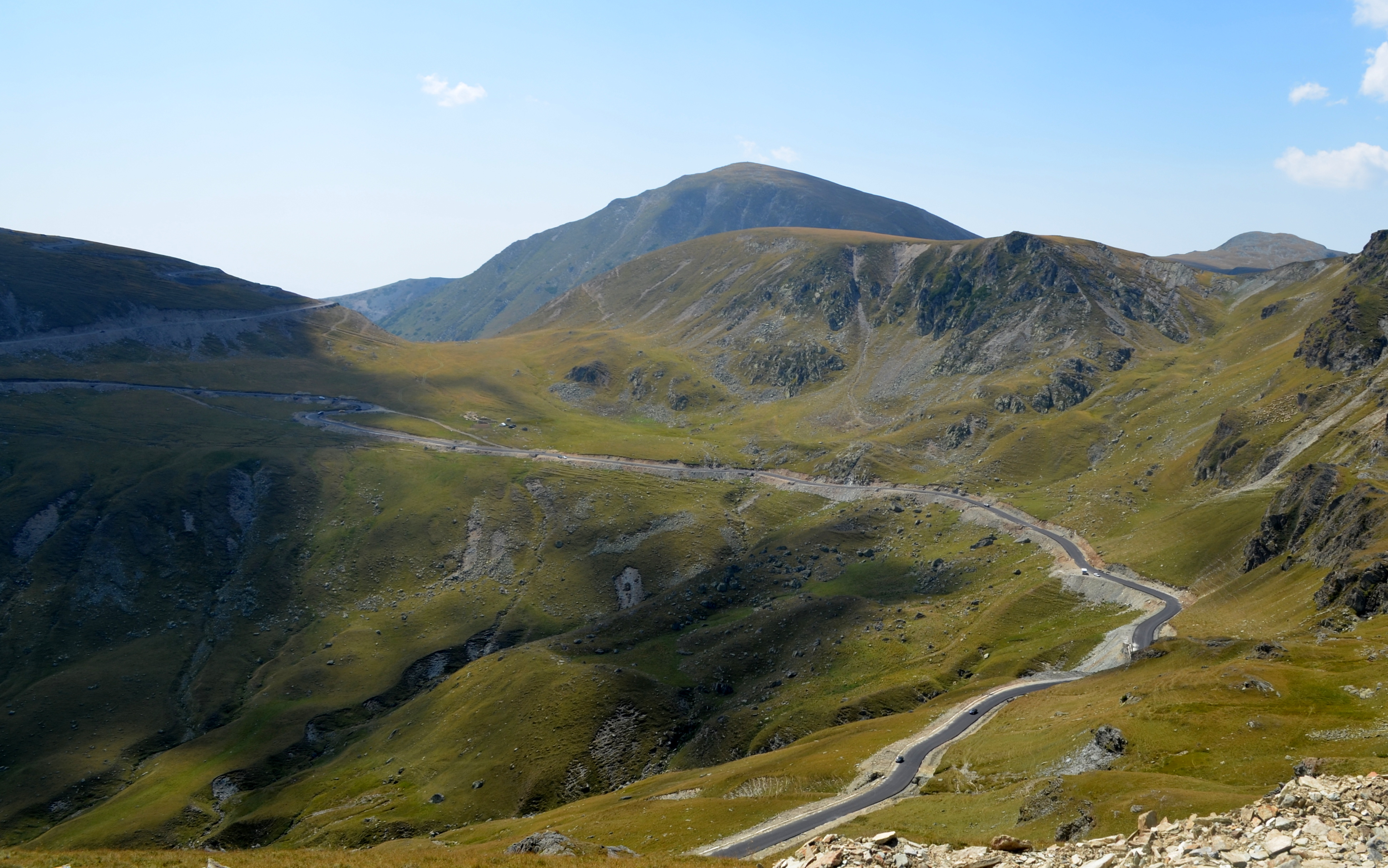
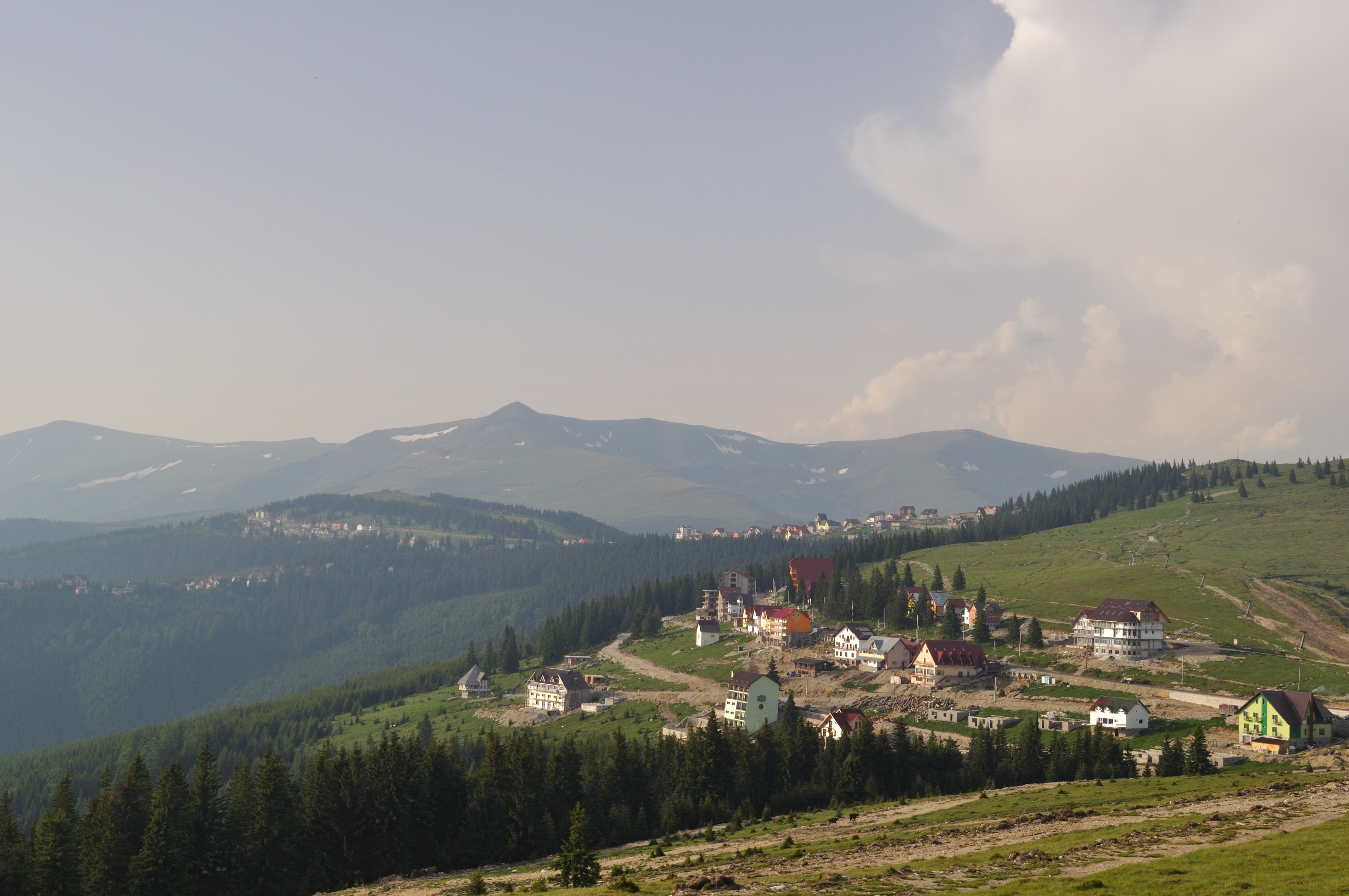